# ガンパハ県
ガンパハ県（ガンパハけん、シンハラ語: ගම්පහ දිස්ත්‍රික්කය、タミル語: கம்பகா மாவட்டம்、英語: Gampaha District）は、スリランカ西海岸の西部州に属する県。面積1,386.6 km²。ガンパハ県は1978年にコロンボ県が分割されて誕生した新しい県である。

## 地理
ガンパハ県はスリランカ西海岸のインド洋に面した平野部にあり、南北に並ぶ西部州3県の中で北側に位置する。南でコロンボ首都圏を擁するコロンボ県と、北で北西部州のクルネーガラ県とプッタラム県に、東でサバラガムワ州ケーガッラ県と接する。北の境界はマハオヤ川、南の境界はキャラニ川、そして東の境界は1,000 ft (300 m) の等高線から構成されている。
ガンパハ県には地方自治体として2つのMunicipal council（都市）、5つのurban council（半都市）、12のPradeshiya Sabas（農村）が置かれている。県庁所在地であるガンパハは、県の中央付近に位置している。2012年時点の人口は2,298,588人。

### 主要な都市及び町
- ガンパハ - Municipal Council
- ニゴンボ - Municipal Council
- ジャ・エラ（英語版） - Urban Council
- カトゥナーヤカ・シーダワ - Urban Council
- ミヌワンゴダ（英語版） - Urban Council
- ペリヤゴダ - Urban Council
- ワッタラ - Urban Council

## 人口動態

### 民族
| 民族               | 人口      | %     |
| ------------------ | --------- | ----- |
| シンハラ           | 2,079,115 | 90.6% |
| スリランカ・ムーア | 95,501    | 4.2%  |
| スリランカ・タミル | 80,071    | 3.5%  |
| スリランカ・マレー | 11,658    | 0.5%  |
| インド・タミル     | 10,879    | 0.5%  |
| バーガー           | 9,898     | 0.4%  |
| その他             | 7,519     | 0.3%  |

### 宗教
| 宗教               | 人口      | %     |
| ------------------ | --------- | ----- |
| 仏教               | 1,640,166 | 71.5% |
| カトリック         | 442,529   | 19.3% |
| イスラム教         | 114,851   | 5.0%  |
| ヒンドゥー教       | 52,221    | 2.3%  |
| その他のキリスト教 | 43,644    | 1.9%  |
| その他             | 1,230     | 0.1%  |